# Tenuicollis platiai
Tenuicollis platiai là một loài bọ cánh cứng trong họ Anthicidae. Loài này được Degiovanni miêu tả khoa học năm 2000.